# No Dong-geon
Đây là một tên người Triều Tiên, họ là Noh.
Noh Dong-geon (tiếng Hàn: 노동건; sinh ngày 4 tháng 10 năm 1991) là một cầu thủ bóng đá Hàn Quốc thi đấu ở vị trí thủ môn cho Suwon Samsung Bluewings.